# Лютц, Александр Фридрихович
Лютц Александр Фри́дрихович (4 октября 1892, село Тарлыковка, Саратовская губерния — 1971, Новосибирск) — доктор технических наук, профессор.

## Биография
Родился 4 октября (по старому стилю) 1892 года в селе Тарлыковка Новоузенского уезда Саратовской губернии в семье немцев-колонистов. Окончил 1-е Саратовское реальное училище в 1912 году и в тот же год поступил на инженерно-строительный факультет Петербургского политехнического института. В годы учёбы в вузе работал десятником сначала на строительстве участка Оренбург — Орск Южно-Уральской железной дороги (1914—1915 г.), затем на строительстве железной дороги Петроград — Рыбинск (1916 г.). С 1916 года проводил изыскания и участвовал в проектировании моста через Волгу возле Саратова и Саратовского железнодорожного узла. В 1918 году окончил Петербургский политехнический институт, получив квалификацию «инженер-строитель».
С 1920 по июль 1941 г. — преподаватель Петербургского (с 1922 г. — Петроградского, а с 1924 г. — Ленинградского) политехнического института по курсам железных дорог и геодезии. По совместительству был доцентом Военно-транспортной академии РККА и руководил дипломным проектированием в Институте инженеров железнодорожного транспорта. В 1938 году утверждён в учёной степени кандидата технических наук без защиты диссертации и с того же года — начальник кафедры геодезии в Военно-транспортной академии РККА.
Одновременно с преподавательской и научной деятельностью работал в Лентранспроекте, проводил предпроектные изыскания и обследования, а также участвовал в проектировании Ленинградского железнодорожного узла и мостового перехода через реку Волхов. В 1927—1934 годах принимал участие в составлении «Технической энциклопедии» в 26-и томах под редакцией Л. К. Мартенса, автор статей по тематике «геодезия».
В июле 1941 года «как лицо немецкой национальности» принудительно эвакуирован из Ленинграда в Кострому, где продолжал заниматься преподавательской и изыскательской деятельностью. В 1946 году распоряжением НКВД был переведён в Новосибирск в качестве спецпереселенца и в этом статусе находился до 1954 года. В 1946 году начал работать в Новосибирском институте военных инженеров железнодорожного транспорта на кафедре графики, затем был начальником кафедры геодезии. В 1950 году защитил докторскую диссертацию. Утверждён ВАК в ученой степени доктора технических наук, в 1954 году получил государственную аттестацию на учёное звание профессора.
Почти четверть века проработал в Новосибирском институте инженеров железнодорожного транспорта, заведуя кафедрой инженерной геодезии. За это время им подготовлены десятки кандидатов и докторов наук, опубликованы фундаментальные монографии и учебники, переведённые на многие языки и неоднократно переиздаваемые в Советском Союзе. Удостоен звания «Заслуженный деятель науки и техники РСФСР», «Почётный железнодорожник», награждён орденом «Знак почета».
Умер в 1971 году. Похоронен на Заельцовском кладбище.